# Luís Carlos (ur. 1962)
Luís Carlos, właśc. Luís Carlos de Aquino Guirra (ur. 25 listopada 1962 w Recife) – piłkarz brazylijski, występujący podczas kariery na pozycji napastnika.

## Kariera klubowa
Karierę piłkarską Luís Carlos rozpoczął w klubie Sporcie Recife w 1981 roku. W lidze brazylijskiej zadebiutował 15 lutego 1981 w wygranym 1-0 meczu z Fluminense FC. Ze Sportem dwukrotnie zdobył mistrzostwo Pernambuco – Campeonato Pernambucano w 1981 i 1982 roku. W latach 1983–1984 występował w Confiançy Aracaju. Z Confiançą zdobył mistrzostwo stanu Sergipe – Campeonato Sergipano w 1983 roku.
W latach 1985–1987 ponownie występował w Sporcie Recife. W 1987 roku był krótko zawodnikiem Santosu FC. W Santosie 11 listopada 1987 w przegranym 0-2 meczu z SC Internacional po raz ostatni wystąpił w lidze. Ogółem w latach 1981–1987 wystąpił w lidze w 62 meczach, w których strzelił 21 bramek. 
W sezonie 1987–1988 występował w Hiszpanii w Realu Murcia.

## Kariera reprezentacyjna
Luís Carlos występował w olimpijskiej reprezentacji Brazylii. W 1987 roku uczestniczył w Igrzyskach Panamerykańskich, na których Brazylia zdobyła złoty medal. Na turnieju w Indianapolis Luís Carlos był rezerwowym i nie wystąpił w żadnym meczu.